# 堅寶國際
堅寶國際控股有限公司，簡稱堅寶國際控股，以及堅寶國際（英語：K & P INTERNATIONAL HOLDINGS LIMITED，港交所：0675），在1985年由賴培和（董事會主席）創立。
現時業務於全球製造及銷售電子計算機、鬧鐘及硅橡膠產品。而股份在1997年1月2日於香港交易所主板上市。
而總部位於香港新界葵涌梨木道88號達利中心23樓2304-06室。

## 連結
- KPIHL.com （页面存档备份，存于）